# Almanzor (szczyt)
Pico Almanzor (Pico de Almanzor lub Moro Almanzor) – góra w prowincji Ávila, w centralnej Hiszpanii, w paśmie Sierra de Gredos w Górach Kastylijskich.
Nazwa góry pochodzi od arabskiego "Al-Mansur", co znaczy zwycięski. Al-Mansur Ibn Abi Aamir był władcą Al-Andalus w X wieku. Po nim właśnie szczyt odziedziczył nazwę.
Pierwszego wejścia dokonali we wrześniu 1899 r. M. González de Amezúa i José Ibrián. Espada, Ontañon i Abricarro dokonali pierwszego wejścia zimowego w 1903 r. Od 1960 r., na szczycie znajduje się 1-metrowy krzyż.